# Una sera di sciopero
Il dipinto Una sera di sciopero  (in francese, Un soir de grève)  è opera del pittore belga Eugène Laermans.

## Storia e descrizione
Questo dipinto ha come titolo alternativo: La bandiera rossa (Le drapeau rouge). L'opera vide la luce in un periodo storico in cui, in particolare nei Paesi europei più industrializzati, il mondo operaio prendeva coscienza dei suoi diritti e si coalizzava contro i padroni, per realizzare le sue rivendicazioni. Nel 1886 in Belgio si ferificarono grandi scioperi, con risvolti tragici, soprattutto nella provincia carbonifera dell'Hainaut. Nel 1893 uno sciopero generale fu seguito da repressioni e da nuove sanguinose agitazioni.
Nella sua opera pittorica Eugène Laermans prestava una speciale attenzione al proletariato, che riteneva vittima di ingiustizie sociali. In questo dipinto rappresentò plasticamente una folla indistinta, in lugubre movimento dietro una bandiera rossa e di fronte ai bianchi capannoni di una fabbrica. Su temi analoghi, all'interno del movimento pittorico conosciuto come realismo sociale,  dipinse Una folla (Une foule) e Gli emigranti (Les emigrants) nel 1894 e Persone in lutto (Les Deuillants), un trittico del 1896.
La folla avanza compatta, in un ammasso di teste, in un ampio movimento obliquo: vanno innanzi gli uomini, tutti uguali, con in testa un berretto scuro; le donne, in fondo al popolo in marcia, si distinguono nella massa per il capo scoperto o velato e per qualche volto che si guarda attorno. La folla procede sopra una stretta lingua di terra che costeggia un'acqua stagnante. Cupo e freddo è il cielo, che minaccia la pioggia. Su questo stesso tema, Eugène Laermans realizzò anche una incisione.

### Esposizioni
- 1894, La Libre Esthetique, Bruxelles, (n. 245)
- 1924, Biennale di Venezia
- 1925, L'oevre de Eugène Laermans Bruxelles (n. 68)
- 1952, De arbeid in de kunst, Anversa (n. 43)
- 1956-1957, Le folklore et le travail dans l'art belge du XIXe siècle au XXe siècle, Belgrado
- 1958, Art et travail, Charleroi (n. 54)
- 1960, Le drame social dans l'art; de Goya à Picasso, Bruxelles[3]
- 1966, Eugène Laermans 1864-1940, Bruxelles (n. 4)
- 1980, Belgian Art: 1880-1914, Brooklyn[4]
- 1980-1981, 150 Ans d'art belge dans les collections des Musees royaux des Beaux-Arts de Belgique, Bruxelles[5]
- 1991-1992, Il lavoro dell'uomo da Goya a Kandinskij, Braccio di Carlo Magno, Città del Vaticano[6]